# Irciniidae
Irciniidae é uma família de esponjas marinhas da ordem Dictyoceratida.

## Gêneros
- Ircinia Nardo, 1833
- Psammocinia Lendenfeld, 1889
- Sarcotragus Schmidt, 1862